# Eulonchetron sinense
Eulonchetron sinense är en stekelart som beskrevs av Huang och Liu 1993. Eulonchetron sinense ingår i släktet Eulonchetron och familjen puppglanssteklar. Inga underarter finns listade i Catalogue of Life.